# Sarzuela de la Loma
Sarzuela de la Loma fue un despoblado de la Comunidad de Daroca, situado en los actuales términos municipales de Torre los Negros o Torrecilla.

## Toponimia
En el texto de adjudicación de diezmos y primicias de Ramón de Castrocol (Texto agregado al "Libro Bermejo del Archivo Colegial de Daroca") hay menciones a un Sarçola que paga las diezmos a la Iglesia de San Pedro de Daroca y un Sarcola que las paga a las iglesias de San Martín, San Lorenzo y San Valero.
Algunos autores dicen que en una ermita del término de Torrecilla podía haber estado una pardina llamada Zarzuela.
En el "Libro de manifestación del morabetín de las aldeyas de la Comunidad de Daroca" de 1373 llaman a esta aldea Sarzuela de la Loma.